# エマイリン・モンティージャ
エマイリン・モンティージャ（Emailin Montilla、1995年10月2日 - ）は、ドミニカ共和国出身のプロ野球選手（投手）。左投左打。MLBのアリゾナ・ダイヤモンドバックス傘下所属。

## 経歴

### プロ入りと広島時代
ウルピーナゴンザレス高から2016年にカープアカデミーに入団。
2017年、2018年と2年続けて秋季キャンプに参加するため来日。
2019年も春季キャンプに参加したのち、5月10日に広島との間で育成選手契約を結んだ
。背番号は141。契約後はウエスタン・リーグで8試合に登板し2勝2敗、防御率1.98の成績を残し、7月10日に支配下選手契約を締結した。6年契約で契約金は10万ドル（1,100万円）、初年度年俸は8万ドル（880万円）プラス出来高払い。背番号も98へ変更となった。7月30日の読売ジャイアンツ戦で一軍初登板初先発を果たしたが、3回途中7安打3失点でKOされた。二軍で再調整ののち、8月17日の横浜DeNAベイスターズ戦で二度目の先発マウンドに立ったが、筒香嘉智に通算200号となる2ランを浴びるなど2回5失点でまたもKOされた。以降は二軍でシーズンを終えた。オフにはドミニカのウィンターリーグ（LIDOM）のトロス・デル・エステでプレーした。
2020年も一軍では1試合の登板に終わり、11月12日に契約年数を残しながら戦力外通告を受けた。

### 広島退団後
2020年のオフは、前年と同じドミニカ（LIDOM）のトロス・デル・エステでプレー。
2021年は春夏はプレーせず、冬はニカラグアのウィンターリーグ（LBPN）のヒガンテス・デ・リバスでプレーした。
2022年2月にイタリアンベースボールリーグのパルマ・ベースボールクラブと契約した。パルマでは10試合（全て先発）に登板し、8勝1敗、防御率1.68の成績を残した。
2022年11月にリーガ・メヒカーナ・デ・ベイスボルのプエブラ・パロッツと契約した。後述の移籍のため、リーガ・メヒカーナ・デ・ベイスボル開幕前の2023年3月19日に自由契約となった。

### ダイヤモンドバックス傘下時代
2023年3月20日にアリゾナ・ダイヤモンドバックスとマイナー契約を結んだ。

## プレースタイル・人物
最速154キロの左腕でスライダー、チェンジアップ、フォークも操り、低めに強い球をコントロールして、ゴロ、フライで打ち取るのが持ち味。
一軍投手コーチを務めていた佐々岡真司は「真っすぐが魅力。先発として考えている。細かいところにまだ不安はあるが、昨年と比べても暴れなくなった」と期待している。
目標の選手はチームメイトで同じ左腕である床田寛樹。理由については「自分が初めて日本に来た時に、リハビリ中にもかかわらず、高いモチベーションに練習に臨んでいて、今一軍で活躍しているから」。
支配下契約記者会見では「アカデミーのポリシーでもある『練習ハ不可能ヲ可能ニス』という言葉、そして毎日を100%で頑張っていれば夢は叶うと思ってやってきた。ムイ・ビエン、ムイ・フェリス!（とてもいい、とても幸せ！）」と語り
、「持てる力を100%出し切りたい」と意気込んだ。

## 詳細情報

### 年度別投手成績
| 年 度     | 球 団     | 登 板 | 先 発 | 完 投 | 完 封 | 無 四 球 | 勝 利 | 敗 戦 | セ 丨 ブ | ホ 丨 ル ド | 勝 率 | 打 者 | 投 球 回 | 被 安 打 | 被 本 塁 打 | 与 四 球 | 敬 遠 | 与 死 球 | 奪 三 振 | 暴 投 | ボ 丨 ク | 失 点 | 自 責 点 | 防 御 率 | W H I P |
| --------- | --------- | ----- | ----- | ----- | ----- | -------- | ----- | ----- | -------- | ----------- | ----- | ----- | -------- | -------- | ----------- | -------- | ----- | -------- | -------- | ----- | -------- | ----- | -------- | -------- | ------- |
| 2019      | 広島      | 2     | 2     | 0     | 0     | 0        | 0     | 2     | 0        | 0           | .000  | 29    | 4.1      | 11       | 1           | 4        | 0     | 0        | 8        | 1     | 0        | 8     | 7        | 14.54    | 3.46    |
| 2020      | 広島      | 1     | 0     | 0     | 0     | 0        | 0     | 0     | 0        | 0           | ----  | 6     | 1.0      | 3        | 0           | 0        | 0     | 0        | 0        | 0     | 0        | 2     | 2        | 18.00    | 3.00    |
| 通算：2年 | 通算：2年 | 3     | 2     | 0     | 0     | 0        | 0     | 2     | 0        | 0           | .000  | 35    | 5.1      | 14       | 1           | 4        | 0     | 0        | 8        | 1     | 0        | 10    | 9        | 15.19    | 3.38    |

- 2020年度シーズン終了時

### 年度別守備成績
| 年 度 | 球 団 | 投手  | 投手  | 投手  | 投手  | 投手  | 投手     |
| 年 度 | 球 団 | 試 合 | 刺 殺 | 補 殺 | 失 策 | 併 殺 | 守 備 率 |
| ----- | ----- | ----- | ----- | ----- | ----- | ----- | -------- |
| 2019  | 広島  | 2     | 0     | 0     | 0     | 0     | ----     |
| 2020  | 広島  | 1     | 0     | 0     | 0     | 0     | ----     |
| 通算  | 通算  | 3     | 0     | 0     | 0     | 0     | ----     |

- 2020年度シーズン終了時

### 記録
投手記録
- 初登板・初先発登板：2019年7月30日、対読売ジャイアンツ15回戦（東京ドーム）、2回1/3 3失点（自責2）で敗戦投手
- 初奪三振：同上、1回裏に若林晃弘から見逃し三振

打撃記録
- 初打席：2019年7月30日、対読売ジャイアンツ15回戦（東京ドーム）、3回表に山口俊から空振り三振

### 背番号
- 141（2019年5月10日 - 2019年7月9日）
- 98（2019年7月10日 - 2020年）